# 德国空军第51战术联队
德国空军第51“英麦曼”战术联队（德語：Taktische Luftwaffengeschwader 51 „Immelmann“，缩写为），在2013年10月1日前被称为第51「英麦曼」侦察机联队（Aufklärungsgeschwader 51 „Immelmann“，缩写为），是德国联邦国防军的一个荣誉侦察机联队（以馬克斯·英麥曼命名）。它也是德国空军最年轻的飞行联队以及唯一具备载人或无人战术空中侦察能力的部队。其驻地分设在石勒苏益格-荷尔斯泰因州境内的凯-乌维·冯哈塞尔军营（Kai-Uwe-von-Hassel-Kaserne）和石勒苏益格空军基地。该联队装备有20架旋风ECR电战机、5架旋风IDS攻击机、数码光学侦查油箱、移动分析装置和无人航空载具。
该联队也是所谓的“老虎协会（Tiger Association）”成员，因此曾在2004年和2014年两度承办了北约老虎会。

## 历史

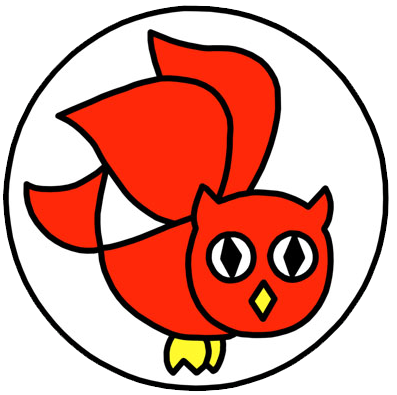
原第51联队徽章

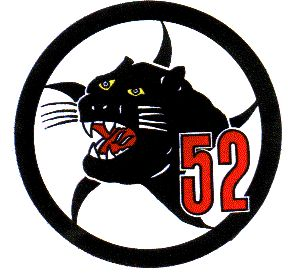
原第52联队徽章

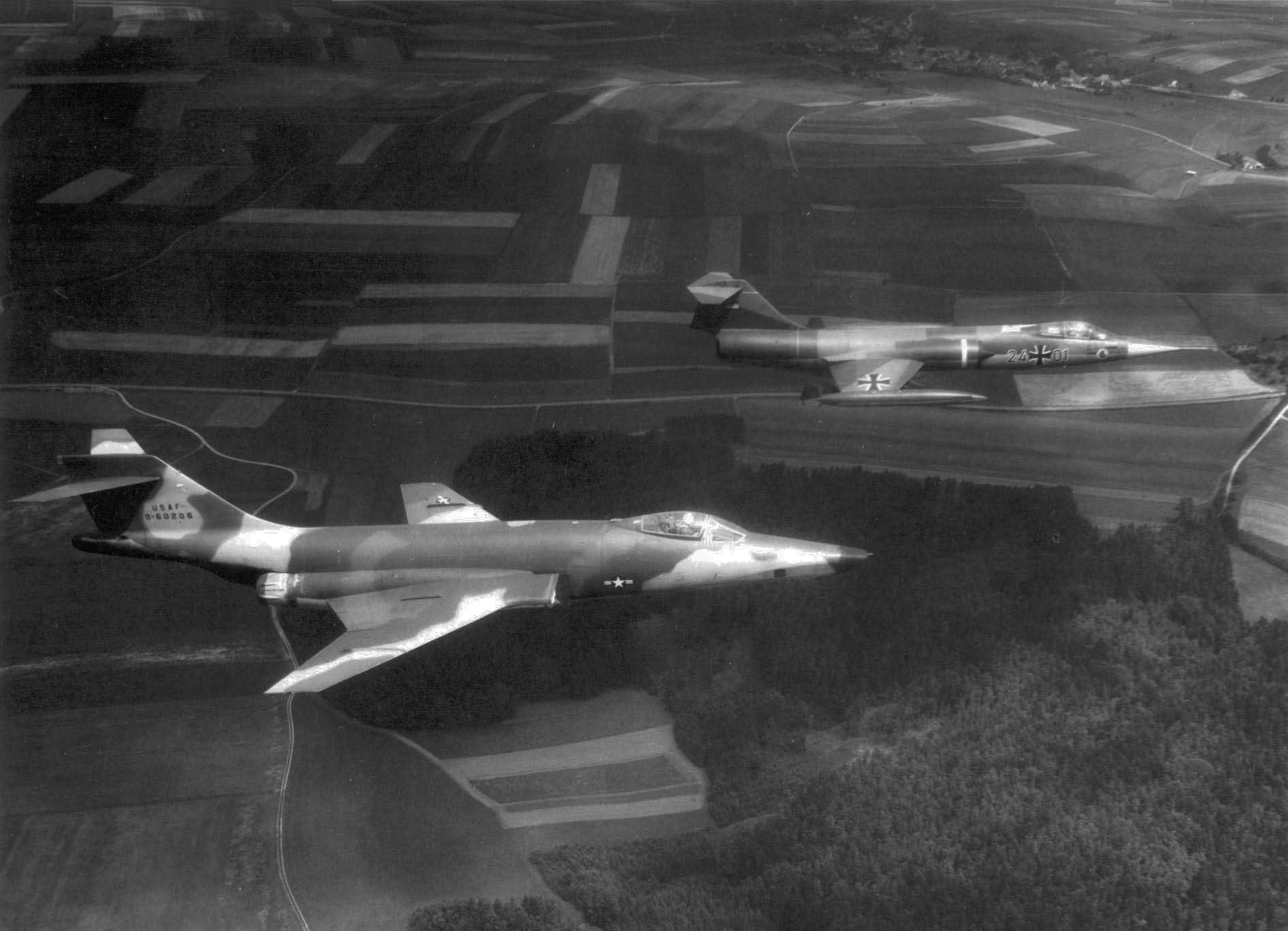
原第51联队的一架RF104G和美国空军的一架RF-101C

在F-4F鬼怪II战斗机退役后，原装备有该型飞机的两个侦察机联队——驻布雷姆加滕的第51联队和驻莱克的第52联队也随着冷战结束后的裁军而解散，使得德国空军再不具备进行成像侦查的能力。自1992年7月起，另一个侦查机联队开始在亚格尔的海军航空基地组建，它是以原海军航空兵第1联队的人员和装备为基础成立。从1993年1月至3月，装备海军旋风战斗轰炸机的第1机务中队又改编为“空军亚格尔旋风联队（Luftwaffen-Tornado-Geschwader-Jagel）”建制。
该部队的“第51‘英麦曼’侦察机联队”的名称是在1993年4月获得。其番号及马克斯·英麦曼的荣誉命名是继承自已经解散的原第51侦察机联队，而猎豹样式的联队徽章则是来自原第52侦察机联队。
新的第51联队是在1994年1月由当时的空军总司令约尔格·库埃巴特中将宣布正式投入运作。1995年7月，该联队的6架旋风侦察机作为第1作战联队的一部分转场至意大利的皮亚琴察，参与北约针对南斯拉夫内战展开的行动。在执行了联合国保护部队、和平执行部队、维和部队、盟军行动部队和科索沃驻军的任务后，联队最终于2001年从意大利撤回。
在海军航空兵第2联队解散后，侦察机联队于2005年1月1日从空中接管了其负责的海战指挥任务。
在2007年4月至2010年11月期间，联队轮番有6架旋风侦察机被长期派往阿富汗的马扎里沙里夫，驻扎在当地的联邦国防军作战联队，期间共出动飞行了近5,000架次。无论是机组人员和飞机都需要进行定期轮换，其中人员的运转时间的以每六周1次为规则。石勒苏益格市立博物馆于2011年举办了此次阿富汗行动的图片展，名为“阿富汗上空的鹰眼（Adleraugen über Afghanistan）”。
2010年3月3日，联队的第2中队开始以无人侦察机系统的形式投入运作。就在同一个月内，该中队的IAI苍鹭无人侦察机便作为国际安全维和部队的一部分在阿富汗执行任务。
作为德国联邦国防军重组的一部分，第31“英麦曼”侦察机联队于2013年10月1日被更名为第31“英麦曼”战术联队。

## 架构

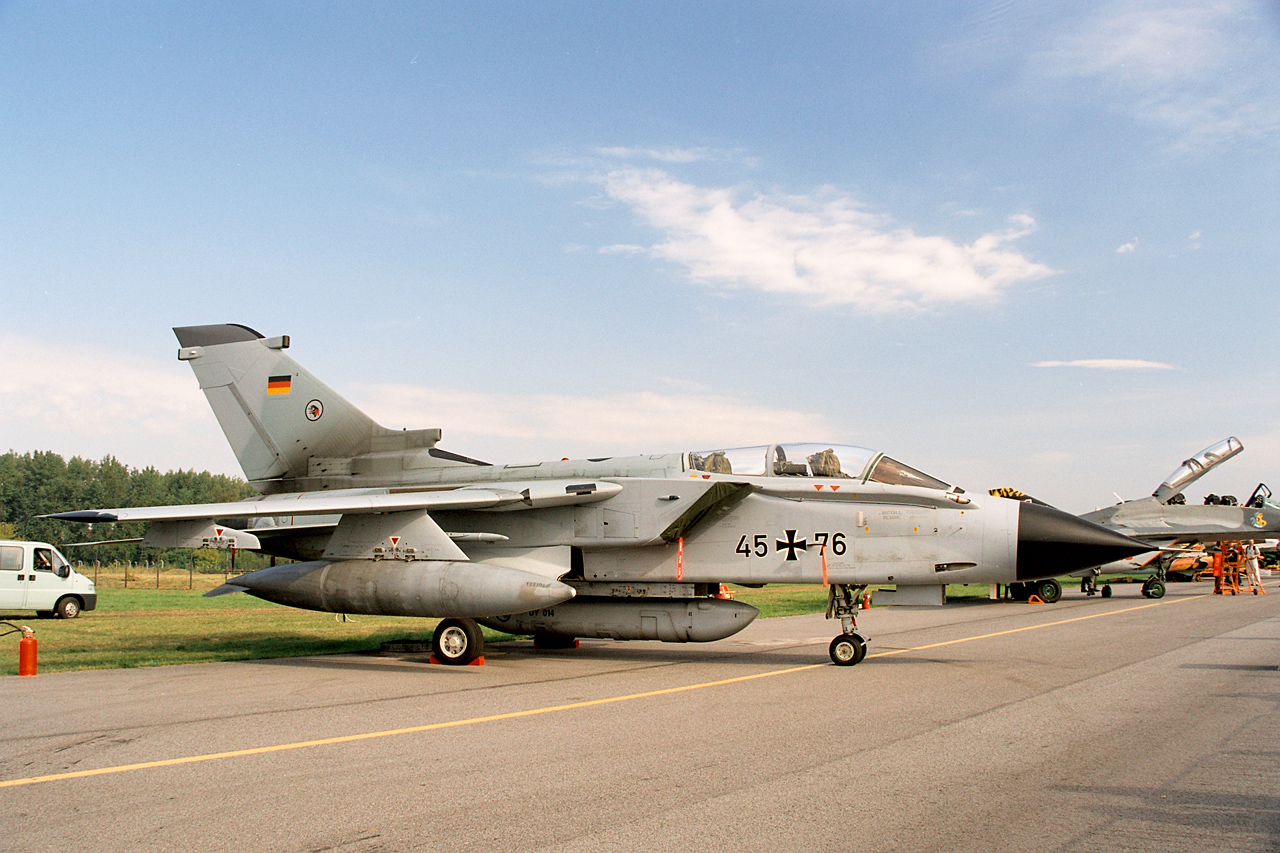
第51联队的旋风IDS攻击机

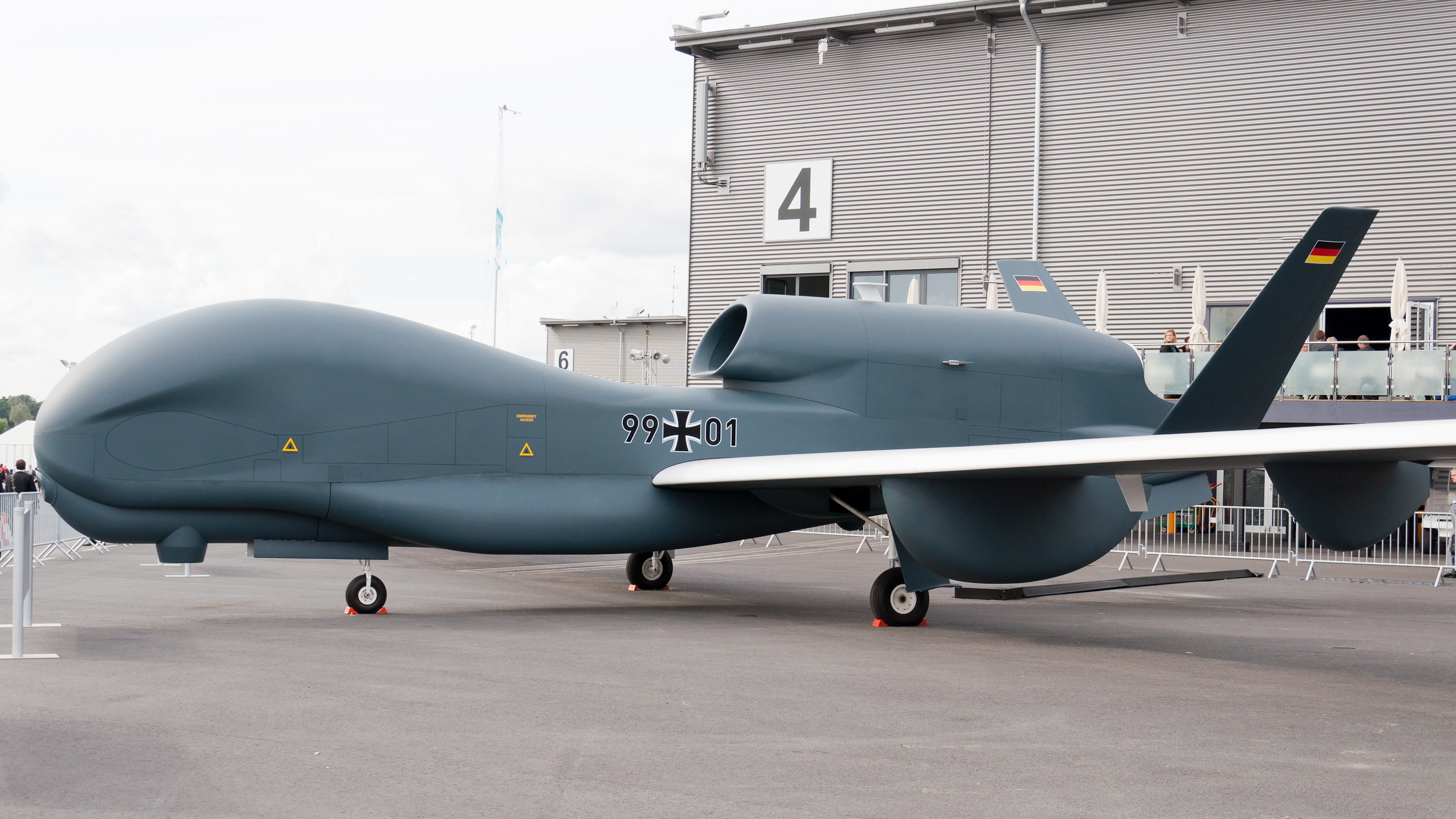
第51联队的RQ-4B欧洲鹰侦察机

第51“英麦曼”战术联队直接隶属于空军作战司令部管辖。联队长为上校军衔。其下主要分设飞行及技术两个大队。

### 队部
联队的队部直属于联队长管辖，并根据下达的指令执行所需的措施。其科室（Sachgebiete）分为：S1-人力资源科，S2-军事安全及军事情报科，S3-作战、组织及训练科，S4-物流科，S5-IT及通信科。此外，队部还有以下科室尚未指派编号：飞行安全科、标准化大队、飞行医疗科、战术管制及开发科、技术及程序科。

### 飞行大队
飞行大队目前下设2个飞行中队：
- 第1中队装备有24架旋风侦察机和旋风ECR电战机，其中后者是在2012年底由当时的第32战斗轰炸机联队（德语：Jagdbombergeschwader 32）移交。
- 第2中队装备有无人航空载具。自2010年起开始使用中空长航时（德语：Medium Altitude Long Endurance）的IAI苍鹭无人侦察机（德语：IAI Heron），这是从以色列制造商IAI租赁而来。自2013年夏末起，高空长航时（德语：High Altitude Long Endurance）的RQ-4B欧洲鹰侦察机开始列装编队，而苍鹭侦察机则组成第3中队[11]。

此外，飞行大队还设有非飞行要素的航拍中队。飞行大队的规划、管理和监督是由队部的S1至S3科负责，即“飞行指挥大队（Kommandeur Fliegende Gruppe）”。

### 技术大队
技术大队通过维护及保养，为飞机的飞行运营提供必要的制备。同时，为联队提供更换部件、物料、弹药、膳食和着装也是技术大队的工作任务之一。为达成这些后勤保障，技术大队还下设有维修中队、保养／武器中队、电子中队和补给／运输中队。

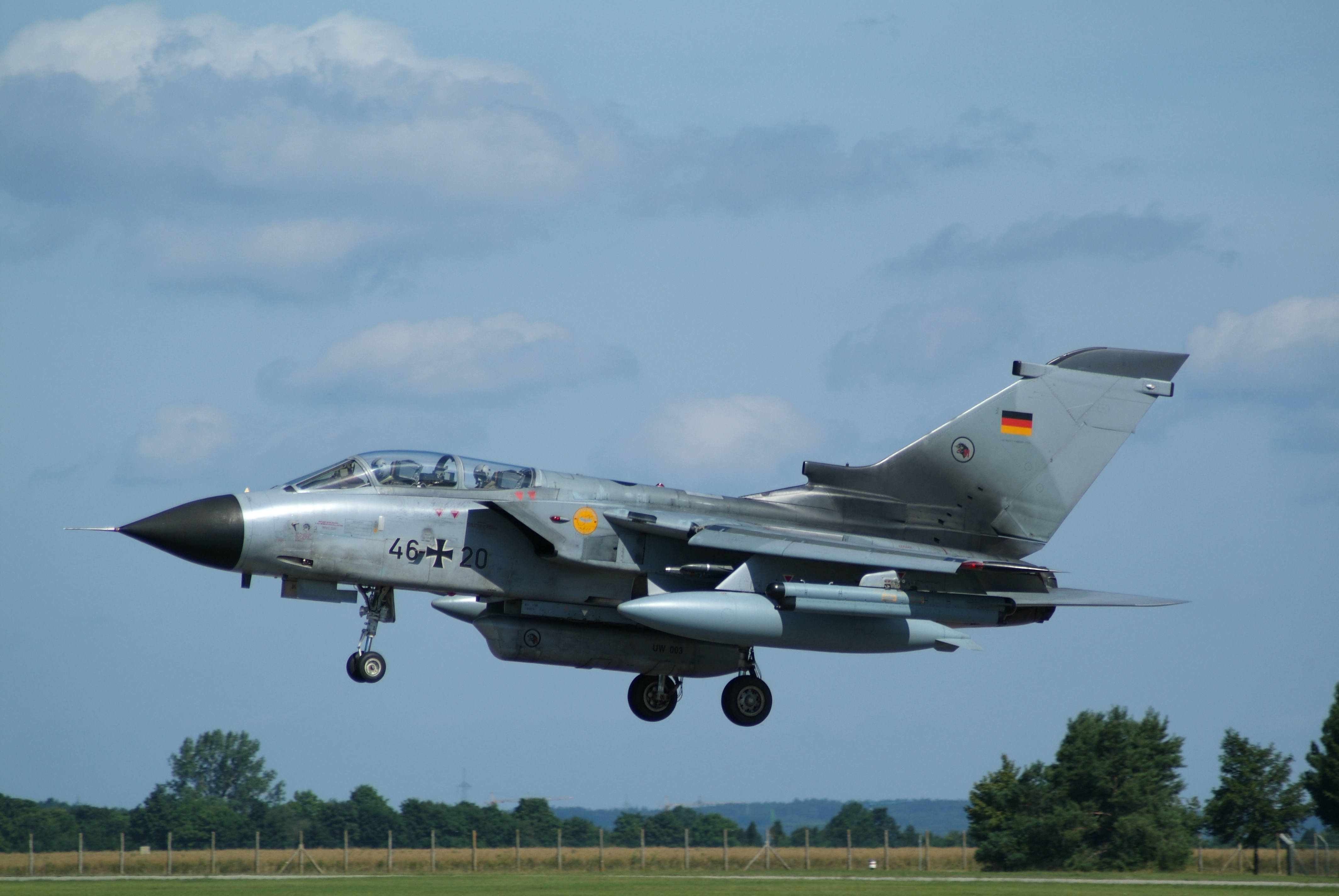
第51联队带有侦查包的旋风侦察机
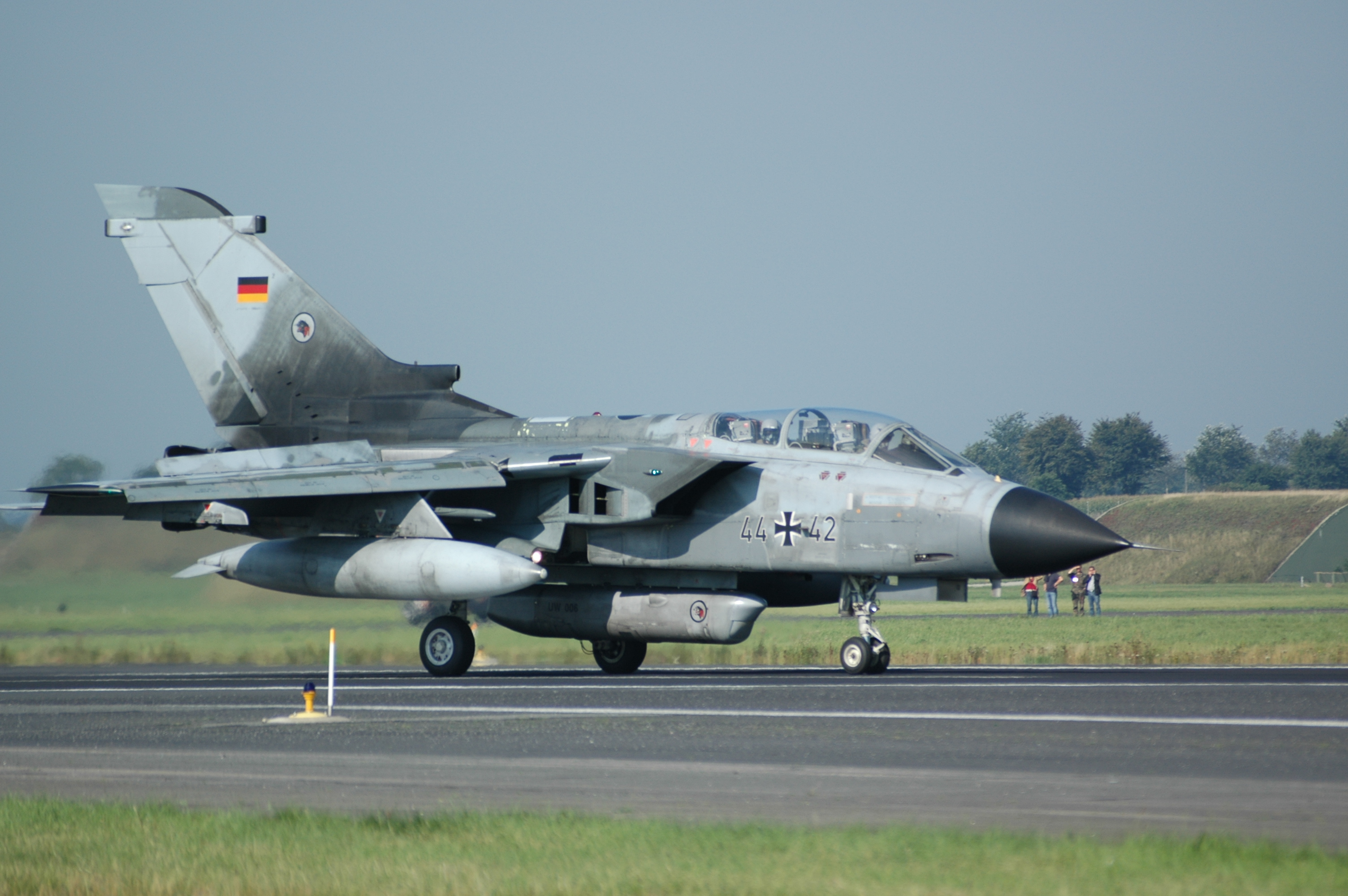
旋风侦察机
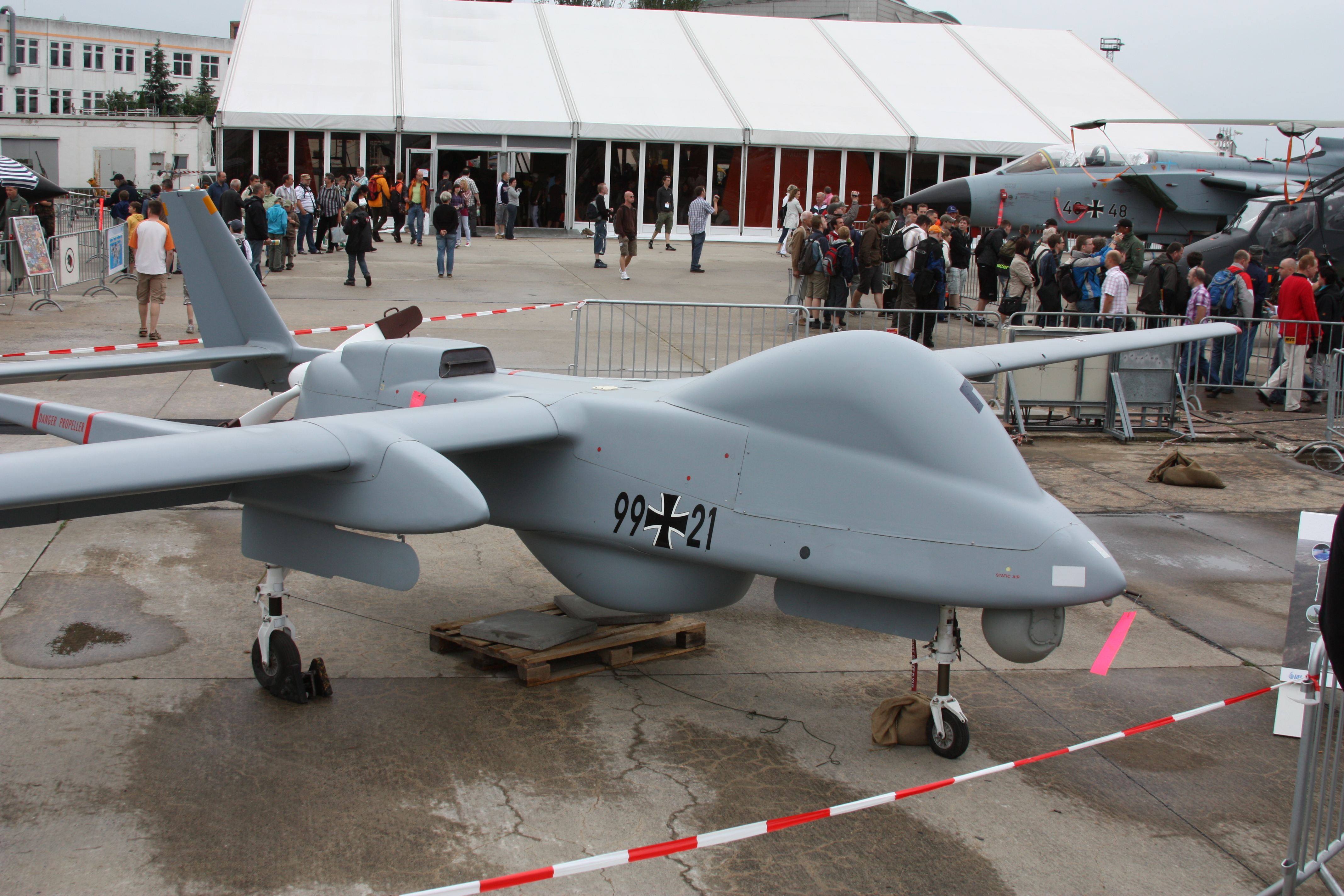
IAI苍鹭侦察机
采用北约老虎会（德语：NATO Tiger Meet）特色涂装的旋风侦察机